# Kamenný vrch u Křenova
Kamenný vrch u Křenova je přírodní památka v západní části Kamenného vrchu (382 metrů) v Ralské pahorkatině. Nachází se v jižní části okresu Česká Lípa jižně od Dubé na území chráněné krajinné oblasti Kokořínsko – Máchův kraj. Jedná se o pískovcový skalní hřbet s projevy zvětrávání.

## Popis
Kamenný vrch se nachází východně od Křenova. Chráněné území s rozlohou 0,39 hektaru leží na západním úbočí kopce v nadmořské výšce 360–370 metrů. Předmětem ochrany je pískovcový skalní hřbet s tvary selektivního zvětrávání železitých poloh a inkrustací. Ve východní části vystupují dvě věže. V západní pak menší hřeben 28×7 metrů s výškou 12 metrů, na jehož vrcholu je viklan o rozměrech 1,81×7×1,5 metru, který se při mírném tlaku vychyluje asi o 5 cm. Kopec je součástí Ralské pahorkatiny, přesněji jejího podcelku Dokeská pahorkatina, okrsku Polomené hory a podokrsku Housecká vrchovina.
Chráněné území vyhlásila Správa CHKO Kokořínsko s účinností od dne 5. dubna 1999.

## Přístup
Do chráněného území nevede žádná turisticky značená trasa, ale podél severovýchodního úpatí kopce je zeleně značena trasa z Beškova do Panské Vsi. Poblíž rozcestí U Kamenného vrchu začíná na paloučku s informační cedulí pěšina, která vede po hřebeni od východu k hranici PP.